# Gunnar Stenfors

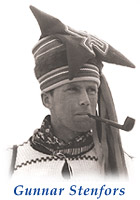
Gunnar Stenfors

Gunnar Stenfors, kallad "Stena" bland vännerna, född 23 februari 1903 i Åbo, död 6 juni 1955 i Kolari, hörde till den finska skideliten i utförsskidåkning under 1930-talet. Han deltog bland annat i världsmästerskapen i alpin skidsport i Zakopane 1939. "Stena" deltog år 1937 i de första finländska mästerskapen i alpin skidåkning, och placerade sig på en tredje plats. "Stena" var pionjär i fjällskidning och ledde kurser också på Yllästunturi i Äkäslompolo, då en liten by, idag ett av Finska Lapplands största skidcentra. Här byggde han också den fjällstuga som fortfarande fungerar som pensionat och lägergård och bland Lapplandsvänner är känd som Stena.
Gunnar Stenfors hedrades 1949 av Suomen Latu med titeln Ikäsusi nr. 2. Kolari kommun gav honom titeln "Ylläs Stormästare" år 1953. Gunnar ”Stena” Stenfors minnesplakett hittar man på Kesänkifjällets södra topp.